# Rio Doce
Rio Doce este un oraș în Minas Gerais (MG), Brazilia.